# UFC 12
UFC 12: Judgement Day fue un evento de artes marciales mixtas celebrado por Ultimate Fighting Championship realizado el 7 de febrero de 1997 en el Dothan Civic Center en Dothan, Alabama.

## Historia
UFC 12 fue el primer evento de UFC en ofrecer divisiones de peso; pesos pesados (200 libras o más) y peso ligero (199 libras o menos) se enfrentaron en dos minitorneos, cada uno compuesto por dos peleas de semifinales y el combate final.

## Resultados

### Peso ligero
1. ↑  Sanzo reemplazo a Takahashi quien se había fracturado la mano.
2. ↑  Takahashi se rompió la mano durante el combate y no pudo continuar en el torneo.

### Peso pesado
1. ↑  Por el Campeonato Inaugural de Peso Pesado de UFC.

## Desarrollo

### Peso ligero
|  | Semifinales       | Semifinales       | Semifinales |             |                 | Final           | Final | Final |  |
|  |                   |                   |             |             |                 |                 |       |       |  |
|  |                   |                   |             |             |                 |                 |       |       |  |
|  | Jerry Bohlander   | Jerry Bohlander   | SUM         |             |                 |                 |       |       |  |
|  | Jerry Bohlander   | Jerry Bohlander   | SUM         |             |                 |                 |       |       |  |
|  | Rainy Martinez    | Rainy Martinez    | 1:18        |             |                 |                 |       |       |  |
|  | Rainy Martinez    | Rainy Martinez    | 1:18        |             | Jerry Bohlander | Jerry Bohlander | SUM   |       |  |
|  |                   |                   |             |             | Jerry Bohlander | Jerry Bohlander | SUM   |       |  |
|  |                   |                   | Nick Sanzo1 | Nick Sanzo1 | 0:39            |                 |       |       |  |
|  | Yoshiki Takahashi | Yoshiki Takahashi | Nick Sanzo1 | Nick Sanzo1 | 0:39            | DEC             |       |       |  |
|  | Yoshiki Takahashi | Yoshiki Takahashi |             |             |                 | DEC             |       |       |  |
|  | Wallid Ismail     | Wallid Ismail     | 15:00       |             |                 |                 |       |       |  |
|  | Wallid Ismail     | Wallid Ismail     | 15:00       |             |                 |                 |       |       |  |
|  |                   |                   |             |             |                 |                 |       |       |  |

1 Nick Sanzo reemplazo a Yoshiki Takahashi que se retiró debido a una fractura en la mano.

### Peso pesado
|  | Semifinales    | Semifinales    | Semifinales   |               |                | Final          | Final | Final |  |
|  |                |                |               |               |                |                |       |       |  |
|  |                |                |               |               |                |                |       |       |  |
|  | Scott Ferrozzo | Scott Ferrozzo | TKO           |               |                |                |       |       |  |
|  | Scott Ferrozzo | Scott Ferrozzo | TKO           |               |                |                |       |       |  |
|  | Jim Mullen     | Jim Mullen     | 8:02          |               |                |                |       |       |  |
|  | Jim Mullen     | Jim Mullen     | 8:02          |               | Scott Ferrozzo | Scott Ferrozzo | 0:43  |       |  |
|  |                |                |               |               | Scott Ferrozzo | Scott Ferrozzo | 0:43  |       |  |
|  |                |                | Vitor Belfort | Vitor Belfort | TKO            |                |       |       |  |
|  | Vitor Belfort  | Vitor Belfort  | Vitor Belfort | Vitor Belfort | TKO            | TKO            |       |       |  |
|  | Vitor Belfort  | Vitor Belfort  |               |               |                | TKO            |       |       |  |
|  | Tra Telligman  | Tra Telligman  | 1:17          |               |                |                |       |       |  |
|  | Tra Telligman  | Tra Telligman  | 1:17          |               |                |                |       |       |  |
|  |                |                |               |               |                |                |       |       |  |